# Франц Йозеф Дегенхарт
Франц Йозеф Дегенхарт (на немски: Franz Josef Degenhardt) е германски белетрист, автор на песни и известен юрист.

## Биография
Роден е на 3 декември 1931 г. в Швелм, област Вестфалия. Произхожда от католическо семейство. Следва право в Кьолн и Фрайбург. Като адвокат защитава в редица процеси социалдемократи и комунисти, обвинени за дейности като извънпарламентарна опозиция. През 1972/73 г. защитава в съда дейци на Фракция Червена армия. През 1978 г. Дегенхарт става член на Германската комунистическа партия.
Като автор на песни Франц Йозеф Дегенхарт става „глас“ на Движението от 1968 г. Също така той се ангажира в протестите срещу Виетнамската война. През 1963 г. излиза първият му албум Между нула часа и полунощ. Дегенхарт си създава име като автор, композитор и певец на политически песни – балади, шансони в стила на Жорж Брасенс и гротески със социално-критическа поанта. В тях тематизира живота в малкия град, но главно осмива стремежа на съгражданите си към материално благоденствие. Публикуваният през 1973 г. сборник с песни на Дегенхарт Елате на масата под сливите съдържа всички негови по-значими творби в този жанр, създадени за две десетилетия.
Франц Йозеф Дегенхарт е автор на девет романа, повечето с автобиографична насоченост. Главните му герои обикновено са адвокати или изпълнители на песни.
Първият му роман, Бикфордови фитили (1973), описва всекидневието и приключенията на няколко работнически деца в края на Втората световна война. Романът има голям успех и е филмиран за телевизията.
Във втория си роман, Пожарища, Дегенхарт разказва за адвокат, който в края на шестдесетте години е участвал в студентските вълнения и сред тях се е осъзнал политически. Групата протестира срещу действията на НАТО в Западна Германия. След десет години героят се среща с бивши свои съратници от движението, които са поели пътя или на конформизма, или на политическата изолация. Романът е филмиран през 1977 г. от ДЕФА (ГДР).
Третият и най-известен роман на Франц Йозеф Дегенхарт носи дългото заглавие Малтретирането или Свободното ходене по перилата на моста на градската железница. Главният герой не може да говори. Дълго време той е бил държан от родителите си в един обор, понеже е убивал животни и е нападал хора. С това са нарушени неговите „човешки права“. Съдията Ханс Дьорнер се заема с казуса. А това го противопоставя на председателя на съда, който е бивш нацистки юрист. Започва съдебна игра, в която се разкрива биографията на Дьорнер, а най-вече причините за утопичната му мечта за независимост – тя се изразява в желанието му да мине бос и с разперени ръце по перилата на моста на градската железница, както прави дванайсетгодишният му син. Когато все пак извършва това, съдията се зазяпва в една жена, която протяга към него ръце, разсейва се и пада на пътя. Целият в превръзки и гипс, той празнува рождения си ден, заобиколен от верни приятели. След като изпиват десет бутилки вино, приятелите се разотиват, а край леглото на ранения остава социално ангажираната Криста, която му чете от любимата си книга: „История на Великата френска революция“. Романът на Дегенхарт Малтретирането е всъщност „роман на политическото ограмотяване“.
През 2011 г. започва да излиза планираното за десет тома пълно събрание на белетристичните съчинения на Франц Йозеф Дегенхарт.
Писателят умира на 14 ноември 2011 г. в Квикборн, провинция Северен Рейн-Вестфалия.

## Творчество

### Романи
- 1973: Zündschnüre
- 1974: Brandstellen
Пепелища, Пловдив: Хр. Г. Данов, 1980 (прев. от нем. Елена Николова-Руж)
- 1976: Petroleum und Robbenöl oder wie Mayak der Eskimo kam und mein verrückter Vater wieder gesund wurde
- 1979: Die Mißhandlung oder der freihändige Gang über das Geländer der S-Bahn-Brücke
Малтретирането или Свободното ходене по перилата на моста на градската железница
- 1982: Der Liedermacher
- 1985: Die Abholzung
- 1991: August Heinrich Hoffmann, genannt von Fallersleben
- 1998: Für ewig und drei Tage
- 1999: Petroleum und Robbenöl (Hörbuch)

### Дискография
- 1963: Rumpelstilzchen (ursprünglich: Zwischen Null Uhr Null und Mitternacht)
- 1965: Spiel nicht mit den Schmuddelkindern
- 1966: Väterchen Franz
- 1968: Wenn der Senator erzählt
- 1968: Live 68 (Live)
- 1969: Im Jahr der Schweine
- 1971: Wallfahrt zum Big Zeppelin (Live)
- 1972: Mutter Mathilde
- 1973: Kommt an den Tisch unter Pflaumenbäumen
- 1975: Mit aufrechtem Gang
- 1977: Wildledermantelmann
- 1978: Liederbuch (Live, Doppel-LP)
- 1980: Der Wind hat sich gedreht im Lande
- 1982: Du bist anders als die anderen
- 1983: Lullaby zwischen den Kriegen
- 1985: Vorsicht Gorilla!
- 1986: Junge Paare auf Bänken (Lieder von Georges Brassens)
- 1987: Da müssen wir durch
- 1988: Jahreszeiten
- 1989: Aus diesem Land sind meine Lieder (Live, Doppel-CD)
- 1990: Wer jetzt nicht tanzt
- 1992: Und am Ende wieder leben
- 1993: Nocturne
- 1994: Aus dem Tiefland
- 1996: Weiter im Text
- 1998: Sie kommen alle wieder – oder? (Live)
- 2000: Cafe nach dem Fall
- 2002: Quantensprung
- 2006: Dämmerung
- 2008: Dreizehnbogen

## Награди и отличия
- 1970: Deutscher Schallplattenpreis
- 1980: Preis der deutschen Schallplattenkritik
- 1983: Deutscher Kleinkunstpreis
- 1986: SWF-Liederpreis
- 1988: SWF-Liederpreis
- 2001: Kulturpreis des Kreises Pinneberg
- 2008: Preis der deutschen Schallplattenkritik